# Артёмова, Наталья Петровна
Ната́лья Петро́вна Артёмова (род. 5 января 1963, Ростов-на-Дону) — советская и российская легкоатлетка, специалистка по бегу на средние дистанции. Выступала за сборные СССР и России по лёгкой атлетике в 1983—1992 годах, чемпионка Игр доброй воли в Сиэтле, многократная победительница и призёрка первенств всесоюзного значения, участница летних Олимпийских игр в Сеуле. Мастер спорта СССР международного класса.

## Биография
Наталья Артёмова родилась 5 января 1963 года в Ростове-на-Дону.
Начала заниматься лёгкой атлетикой в 1976 году в местной ростовской секции, с 1979 года специализировалась на дистанциях 800 и 1500 метров. Впоследствии переехала на постоянное жительство в Ленинград, окончила Государственный институт физической культуры имени П. Ф. Лесгафта. В разное время была подопечной тренеров Н. В. Лазарченко, Л. С. Новожиловой, С. В. Харитонова. Представляла всесоюзное физкультурно-спортивное общество «Динамо» (Ленинград).
Впервые заявила о себе в сезоне 1983 года, когда в беге на 3000 метров одержала победу на чемпионате страны в рамках VIII летней Спартакиады народов СССР в Москве. Попав в состав советской сборной, выступила на впервые проводившемся чемпионате мира в Хельсинки, где в финале финишировала восьмой.
Рассматривалась в качестве кандидатки на участие в летних Олимпийских играх 1984 года в Лос-Анджелесе, однако Советский Союз вместе с несколькими другими странами восточного блока бойкотировал эти соревнования по политическим причинам. Вместо этого, Артёмова стартовала на альтернативном турнире «Дружба-84» в Праге, где на дистанции 3000 метров пришла к финишу второй позади своей соотечественницы Татьяны Казанкиной.
В 1985 году участвовала во Всемирных легкоатлетических играх в помещении в Париже, став в беге на 1500 метров четвёртой. На чемпионате СССР в Ленинграде получила серебро на той же дистанции.
Будучи студенткой, в 1987 году представляла Советский Союз на Универсиаде в Загребе — в зачёте 3000 метров стала бронзовой призёркой.
В 1988 году в дисциплине 3000 метров выиграла серебряную медаль на зимнем чемпионате СССР в Волгограде и золотую медаль на летнем чемпионате СССР в Киеве. Благодаря череде удачных выступлений удостоилась права защищать честь страны на Олимпийских играх в Сеуле — в программе 3000 метров установила свой личный рекорд 8:31.67 и заняла итоговое пятое место.
В 1989 году заняла 67-е место на чемпионате мира по кроссу в Ставангере, в беге на 3000 метров была третьей на Кубке Европы в Гейтсхеде.
В 1990 году в дисциплине 1500 метров победила на зимнем чемпионате СССР в Челябинске, стала четвёртой на чемпионате Европы в помещении в Глазго, одержала победу на Играх доброй воли в Сиэтле, заняла девятое место на чемпионате Европы в Сплите.
В 1991 году финишировала второй на Кубке Европы во Франкфурте, тогда как на соревнованиях в Цюрихе установила свой личный рекорд и показала лучший результат мирового сезона в беге на 1500 метров — 3:59.16.
В 1992 году добавила в послужной список золотую награду, полученную в дисциплине 1500 метров на чемпионате СНГ в Москве. Однако летом Артёмову уличили в использовании запрещённых веществ — в допинг-пробе были обнаружены следы анаболических стероидов. В итоге спортсменку отстранили от участия в соревнованиях на 4 года.
В 2001 году Наталья Артёмова отметилась выступлением на чемпионате России по горному бегу в Токсово, выиграв бронзовую медаль.
Мастер спорта СССР международного класса.